# Траян (Тулча)
Траян (рум. Traian) — село у повіті Тулча в Румунії. Входить до складу комуни Черна.
Село розташоване на відстані 181 км на схід від Бухареста, 47 км на захід від Тулчі, 100 км на північ від Констанци, 46 км на південь від Галаца.

## Населення
За даними перепису населення 2002 року у селі проживали 1210 осіб, усі — румуни. Рідною мовою 1209 осіб (99,9%) назвали румунську.